# Biohasznosíthatóság

Az abszolút biohasznosíthatóság a kék és a piros területek hányadosa, C a plazmakoncentráció, t az idő

A biohasznosíthatóság (angolul bioavailability, más magyar megnevezései a biohasznosulás, biológiai értékesíthetőség vagy biodiszponibilitás) azt a sebességet és mértéket jelenti, amellyel a hatóanyag vagy a belőle származó aktív molekularész valamely formulációból felszívódik, és hozzáférhetővé válik a hatás helyén. Mivel a hatás helye nem mindig határozható meg pontosan, a definíciót más formában is megadják: biohasznosíthatóság alatt a hatóanyag vagy a belőle származó aktív molekularész valamely gyógyszerformából történő felszívódásának és a szisztémás keringésben való hozzáférhetővé válásának mértékét értjük.
A gyakorlatban a biohasznosíthatóságot azzal a százalékban kifejezett dózishányaddal (F%) jellemezzük, amely a nem intravénásan adagolt hatóanyag dózisából bejutott a keringésbe. Mivel az expozíció, a plazmakoncentráció-idő görbe alatt levő terület (AUC) a dózissal arányos, a biohasznosíthatóságot dózisra normalizált AUC értékek arányából határozzuk meg. 
Az abszolút biohasznosíthatóság kiszámítása:
{\displaystyle F_{\mathrm {abs} }=100\cdot {\frac {AUC_{\mathrm {po} }\cdot D_{\mathrm {iv} }}{AUC_{\mathrm {iv} }\cdot D_{\mathrm {po} }}}}, ahol AUC a görbe alatti terület, D a dózis, iv az intravénás, po az orális vagy más nem intravénás adagolás.
A relatív biohasznosíthatóság kiszámítása:
{\displaystyle F_{\mathrm {rel} }=100\cdot {\frac {AUC_{\mathrm {A} }\cdot D_{\mathrm {B} }}{AUC_{\mathrm {B} }\cdot D_{\mathrm {A} }}}}, itt az A és a B gyógyszerformákat hasonlítjuk egymáshoz.
Az abszolút biohasznosíthatóság meghatározásakor mindig az intravénás adagolással kapott AUC/Dózis értékre vonatkoztatjuk a nem intravénás (orális, intramuszkuláris, szubkután stb.) kezelés után meghatározott AUC/Dózis értéket, mivel intravénás kezeléskor a biohasznosíthatóság definíció szerint 100%. A relatív biohasznosíthatóság bármely két, nem intravénás adagolási mód, vagy bármely két, azonos módon adagolt formula biohasznosíthatóságának egymásra vonatkoztatott arányát adja meg. A relatív biohasznosíthatóság az egyik olyan mérőszám, amelyet két gyógyszerkészítmény bioekvivalenciájának meghatározására használnak.
A gyógyszermolekulák ADME-optimálásának alapvető célja a megfelelően magas (rágcsálókban legalább 20%) biohasznosíthatóság elérése, mivel az alacsony biohasznosíthatóság mindig jelentős egyének közötti és egyénen belüli változékonyságot mutat. Ez megnehezíti a megfelelően hatékony, de a nem kívánt hatásoktól mentes adagolás megválasztását, illetve jelentősen növeli a gyógyszerés egyéb interakciók kockázatát.